# پارک سنترال کامپلکس
پارک سنترال کامپلکس (انگلیسی: Parque Central Complex) ساختمان اداری، تجاری و مسکونی ۶۴ طبقه مستقر در شهر کاراکاس، ونزوئلا است، که در سال ۱۹۸۳ احداث گردید.